# Frank Close
Francis Edwin Close OBE (24 de julho de 1945) é um físico que leciona na Universidade de Oxford, com posição de pesquisador na Exeter College.
Autor do livro Lucifer's Legacy: The Meaning of Asymmetry, ISBN 9780198503804.
Graduou-se em física na Universidade de St Andrews em 1967.

## Trabalhos
- Close, F. E. (1979). An Introduction to Quarks and Partons. London: Academic Press. ISBN 0-12-175150-3
- Close, Frank (1983). The Cosmic Onion: Quarks and the Nature of the Universe. London: Heinemann Educational. ISBN 0-435-69170-8
  - rev. ed. The New Cosmic Onion: Quarks and the Nature of the Universe. London: Taylor & Francis. 2006. ISBN 1-58488-798-2
- Close, Frank; Michael Marten; Christine Sutton (1987). The Particle Explosion. Oxford: Oxford University Press. ISBN 0-19-851965-6
  - rev. ed. The Particle Odyssey: A Journey to the Heart of the Matter. Oxford: Oxford University Press. 2002. ISBN 0-19-850486-1
- Close, Frank (1988). End: Cosmic Catastrophe and the Fate of the Universe. London: Simon & Schuster. ISBN 0-671-65461-6 (Published in the US as Apocalypse When?)
- Close, Frank (1990). Too Hot to Handle: The Story of the Race for Cold Fusion. London: W. H. Allen. ISBN 1-85227-206-6
- Close, Frank (2000). Lucifer's Legacy: The Meaning of Asymmetry. Oxford: Oxford University Press. ISBN 0-19-850380-6
- Close, Frank (2004). Particle Physics: A Very Short Introduction. Oxford: Oxford University Press. ISBN 0-19-280434-0
- Close, Frank (2007). The Void. Oxford: Oxford University Press. ISBN 0-19-922590-7
- Close, Frank (2009). Antimatter. Oxford: Oxford University Press. ISBN 978-0-19-955016-6
- Close, Frank (2009). Nothing: A Very Short Introduction. Oxford: Oxford University Press. ISBN 978-0-19-922586-6
- Close, Frank (2010). Neutrino. Oxford: Oxford University Press. ISBN 0-19-957459-6
- Close, Frank (2011). The Infinity Puzzle: Quantum Field Theory and the Hunt for an Orderly Universe. Oxford: Oxford University Press. ISBN 978-0-19-959350-7